# Фатхи, Демьян
Демьян Фатхи (тат. Демьян Фәтхи; настоящее имя — Фатхутдинов Касим Фатхутдинович, Касыйм Фәтхетдин улы Фәтхетдинов; 10 октября 1906, Татарский Калмаюр, Чердаклинский район, Самарская губерния — 1943, Кантемирово, Кантемировский район, Воронежская область) — татарский советский поэт, прозаик и переводчик.

## Биография
Демьян Фатхи (псевдоним Фатхутдинова Касима Фатхутдиновича) родился 10 октября 1906 года в селе Татарский Калмаюр Чердаклинского района Самарской губернии (ныне Ульяновской области), Российская империя, в крестьянской семье. Детские годы писателя прошли в бедности. Мальчик работал на кулаков и баев. Учился в местной школе, любил читать книги, впервые начал писал стихи.
С 1921 года учился в Самарском татаро-башкирском техникуме. Каникулы проводил в своей деревне, где читал молодёжи свои стихи, рассказывал о прочитанных книгах, занимался художественной самодеятельностью. 
В 1926 году, после окончания техникума, поступил учиться на рабфак. В эти же годы начал печатать стихи в журналах «Безнең юл», «Яналиф», газете «Кызыл Татарстан» под псевдонимом «Демьян Фәтхи». Поскольку Касим Фатхутдинович увлекался творчеством поэта Демьяна Бедного (Ефима Алексеевича Придворова), он взял его литературное имя в качестве своего псевдонима.
Первый сборник стихотворений Демьяна Фатхи — «Тальянка», был издан в 1929 году.
В середине тридцатых годов XX века Демьян Фатхи около восьми лет работал в разных регионах Дальнего Востока простым рабочим. 
В 1939—1940 годах им была написана поэма «„Алтын тайга“ трагедиясеннән» («Из трагедии „Золотая тайга“»). Демьян Фатхи занимался переводами на татарский язык, перевёл книгу Дернова-Ярмоленко А. А. «Беседы с родителями о малом ребёнке», изданную в 1933 году.
С первых дней Великой Отечественной войны Демьян Фатхи ушёл на фронт, служил миномётчиком, принимал участие в боях на Сталинградском фронте. Трижды получал ранения. В 1943 году погиб в бою под деревней Кантемирово (Кантемировка) Воронежской области.

## Память
В здании Союза писателей Республики Татарстан установлена памятная доска с именами писателей и поэтов, не вернувшихся с фронтов Великой Отечественной войны. Среди них — Демьян Фатхи.